# Kulindadromeus
Genre
Espèce
Kulindadromeus est un genre de dinosaures ornithischiens du Jurassique. Les restes fossiles, correspondant à plusieurs spécimens de cet herbivore bipède d'une taille de 1,5 mètre, ont été découverts dans le kraï de Transbaïkalie, situé au sud-est de la Sibérie. Le genre et l'espèce type (la seule espèce connue), Kulindadromeus zabaikalicus ont été décrits en 2014. Des empreintes de structures filamenteuses, observées sur les spécimens, ont été interprétées comme des plumes primitives,.

## Culture

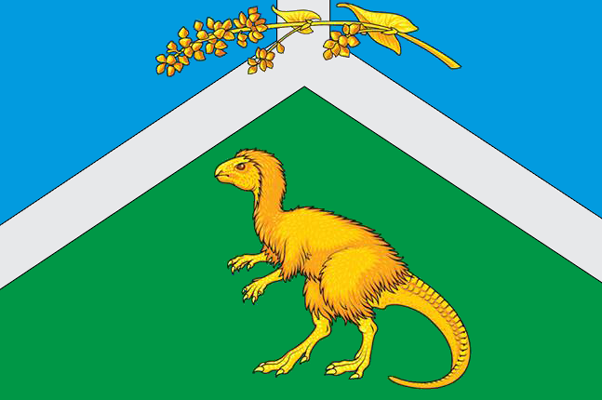
Drapeau du District de Chernyshevsky.

Ce dinosaure est représenté sur le drapeau du district de Chernyshevsky, étant le lieu où les fossiles ont été découverts.